# Agnes Martin
Agnes Martin (Saskatchewan, 22 de marzo de 1912 - 6 de diciembre de 2004) fue una pintora minimalista canadiense, aunque ella se definía a sí misma como la última pintora expresionista abstracta.

## Biografía
Nació en Macklin (Saskatchewan), Canadá, en 1912. Su familia estaba compuesta por inmigrantes escoceses pero ella creció en Vancouver. Se mudó a Estados Unidos en 1931, adquiriendo su ciudadanía en 1950. 
Estudió arte y esporádicamente dio clases en Nuevo México, Nueva York y Oregón durante varios años. 
En 1957 decidió, gracias a una interesante propuesta laboral por parte de Betty Parsons, dueña de varias galerías de arte, mudarse a Nueva York, pero desilusionada con la forma de vida de la ciudad volvió a Nuevo México en 1967 y se estableció en una humilde morada al pie de la montaña La Sangre de Cristo en Taos, donde llevó una vida tranquila.
Agnes Martin murió a los 92 años de edad en «Plaza de retiro», un lugar para artistas retirados en Taos, donde vivía desde 1991.

## Obra
A pesar de estar en la mira de varios artistas y productores de arte, siempre se mantuvo distanciada de la vida pública, y en ocasiones hasta de la sociedad. Por ello, en 1997 la revista Saturday Night la llamó «La artista realizada más desconocida de Canadá». A su muerte, a los 92 años de edad, confesó no haber leído un periódico desde hacía 50 años, ya que consideraba que esto le nublaba la mente.
El arte abstracto de Agnes se exhibe en las principales galerías de arte de New York, así como en Museo Whitney de Arte Estadounidense, en la afamada galería de arte Tate Gallery en el centro de Londres y en los centros de exposición de arte contemporáneo más importantes del mundo.
Agnes creó su propio estilo de trabajo, usando mayormente el acrílico. En la década de los 1950s su trabajo evolucionó desde el expresionismo abstracto a un estilo más personal y característico.
La mayor parte de sus telas están divididas en celdillas cuadriculadas y, aunque las formas sean minimalistas, reflejan aspectos personales y espirituales, manifestando ideas taoístas. Martin prefería ser considerada una expresionista abstracta, debido a la dimensión espiritual de su trabajo. Es por eso que Agnes siempre se mantuvo lejos del intelectualismo, destacando solo la personalidad y la espiritualidad de la obra.
En varias entrevistas, al final de su vida, Agnes Martin explicaba que el objetivo principal de la simplicidad de su arte se debía a que solo quería evocar reacciones emocionales en sus obras.
Desde que se instaló en Nuevo México solo usó el negro, blanco y el marrón. En ocasiones introdujo tonos pastel y grises lavados que usaba para efectuar distintos esfumados y efectos de luz.
Entre 1960 y 1962 comenzó a trabajar con grafito, acuarela y aguadas de tinta y acrílico. Sus primeros lienzos hechos con estas técnicas eran delicados y similares a las composiciones planas de las obras de Frank Stella.
En muchas de sus obras representaba líneas irregulares que recorren la trama del soporte de algodón o los clavos de latón como se puede ver en Sin título de 1962.
En 1997 recibió el premio León Dorado en la Academia de Arte de Venecia.
En los últimos 50 años, el arte de Agnes creció en popularidad y al final de su vida fue reconocida como una de las artistas más distinguidas de Estados Unidos, ganando en 1998 la Medalla Nacional de las Artes del Congreso de los Estados Unidos.

## Documentales sobre Agnes Martin
- 2000: Thomas Luechinger: On a Clear Day – Agnes Martin, 52 min.
- 2002: Mary Lance: Agnes Martin: With my Back to the World, 57 min.
- 2002/2016 (reeditado): Leon d'Avigdor: Agnes Martin: Between the Lines, 60 min.
- 2016: Kathleen Brennan and Jina Brenneman: Agnes Martin Before the Grid, 56 min.